# Invincible-Klasse (1980)
Die Invincible-Klasse war eine Klasse von drei Leichten Flugzeugträgern der britischen Royal Navy. Die Einheiten Invincible, Illustrious und Ark Royal wurden ab 1980 in Dienst gestellt. Neben Helikoptern wurden auch Flugzeuge mit kurzer Startstrecke und vertikalen Landungsfähigkeiten (STOVL) eingeschifft. Einsätze der Schiffe umfassten den Falkland-, Bosnien- und Irakkrieg.

## Geschichte

### Planung und Bau
Anfang der 1960er-Jahre plante die Royal Navy die Beschaffung neuer Flugzeugträger. Der Plan, große Angriffsträger mit einer Wasserverdrängung von etwa 50.000 Tonnen im Rahmen des CVA-01-Projektes zu beschaffen, wurde 1966 wieder aufgegeben. Stattdessen sollten nur mehrere Flugdeckkreuzer angeschafft werden, die rund 12.000 ts verdrängen sollten. Als Gegenentwurf wurde ein um 50 % größerer Träger mit durchgehendem Flugdeck vorgeschlagen. Dieser wurde 1970 ausgewählt und daraus schließlich die Invincible-Klasse entwickelt, deren erste Einheit 1973 in Auftrag gegeben wurde. Zu diesem Zeitpunkt war geplant, sie als Hubschrauberträger einzusetzen. Erst 1975 entschied sich die Royal Navy, eine Marineversion des Harrier GR.1 zu ordern, den Sea Harrier, und ihn von den Trägern aus einzusetzen, wobei der Einsatz von Hubschraubern weiterhin im Vordergrund stehen sollte. Aus diesem Grund wurde die Bezeichnung through-deck cruiser (Glattdeckkreuzer) auch noch bis 1980 beibehalten.
Da die erste Einheit bereits zwei Jahre vor der Entscheidung für den Sea Harrier bei Vickers Shipbuilding auf Kiel gelegt worden war, mussten an ihr noch während des Baus umfangreiche Modifikationen durchgeführt werden, beispielsweise die Installation einer Sprungschanze, die ursprünglich nicht vorgesehen war. Als erstes der Schiffe ging die Invincible 1980 der Flotte zu. Die zweite und dritte Einheit wurden 1976 respektive 1978 bei Swan Hunter auf Kiel gelegt und 1982 beziehungsweise 1985 in Dienst gestellt.
Der Name der dritten Einheit Ark Royal war ursprünglich Indomitable, so dass die Tradition der Royal Navy, alle Schiffsnamen einer Klasse mit demselben Anfangsbuchstaben beginnen zu lassen, erfüllt worden wäre. Stattdessen sollte die Tradition, immer einen Flugzeugträger mit dem Namen Ark Royal zu haben, aufrechterhalten werden. Die vorhergehende Ark Royal war 1980 abgebrochen worden.

### Entwicklung vom Hubschrauber- zum Flugzeugträger

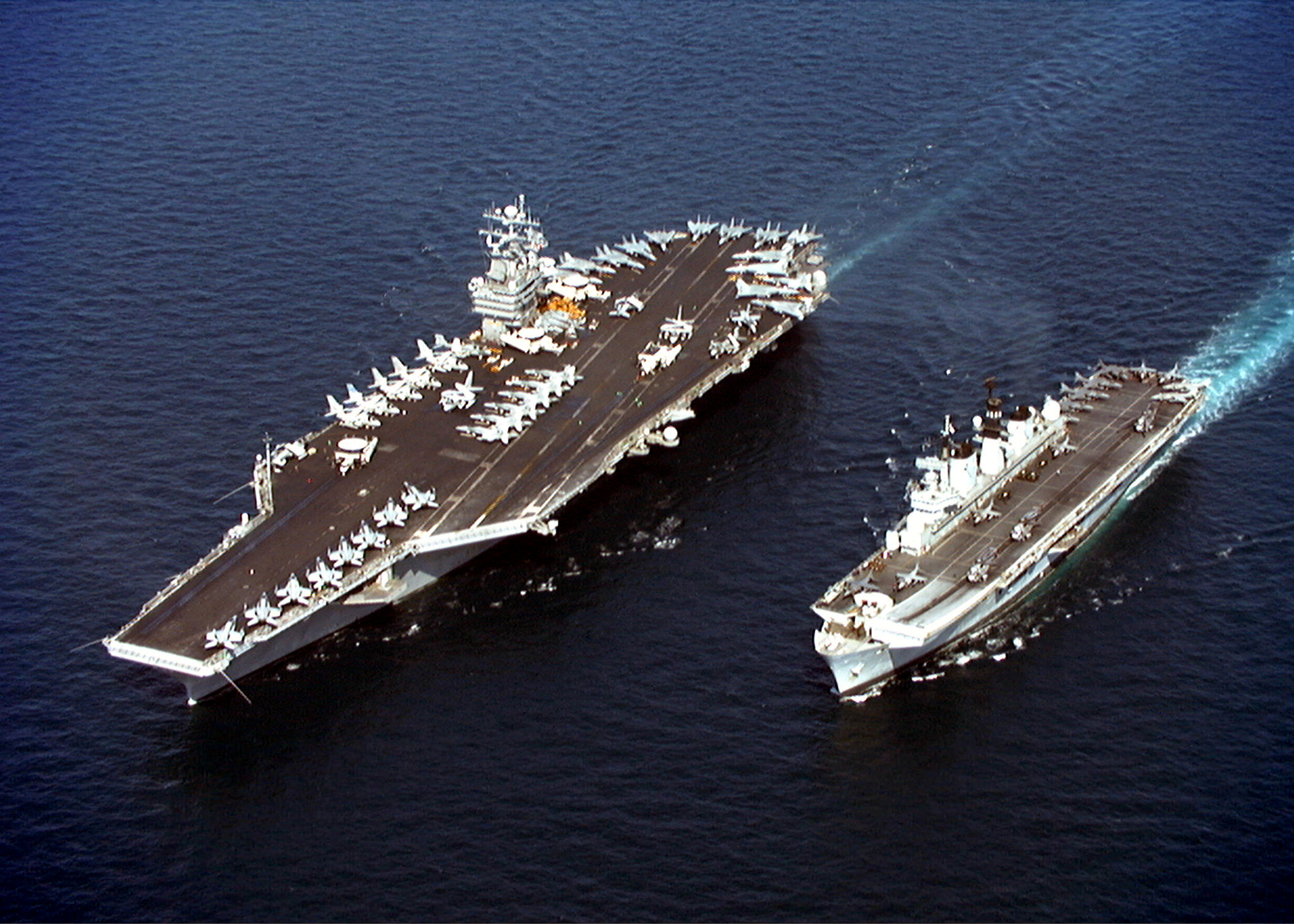
Die Illustrious (rechts) neben der wesentlich größeren John C. Stennis

Mit rund 20.300 ts Verdrängung waren die Einheiten der Invincible-Klasse bei ihrer Indienststellung für Flugzeugträger eher klein. So verdrängten die 20 Jahre älteren US-amerikanischen Träger der Kitty-Hawk-Klasse etwa das Vierfache und die ebenfalls aus den 1960er-Jahren stammende französische Clemenceau immerhin noch 50 % mehr als die britischen Träger. Dies ist darauf zurückzuführen, dass die Einheiten der Invincible-Klasse ursprünglich nicht als Flugzeug-, sondern als Hubschrauberträger konzipiert worden waren, für die eine solche Tonnage nicht ungewöhnlich ist. Auch war ihnen keine offensive Rolle in der Kriegführung zugedacht, sie sollten vielmehr zur U-Boot-Jagd eingesetzt werden.
Dies löste jedoch Befürchtungen aus, die Royal Navy würde zukünftig nur noch im U-Jagd-Arm der NATO eine Rolle spielen und der generelle Nutzen der Träger für Großbritannien wurde bezweifelt. Daher kamen Pläne auf, die Träger an die Royal Australian Navy abzugeben. Über die Invincible gab es bereits Gespräche mit Australien, das für den Ersatz für die Melbourne 175 Mio. Pfund bezahlen wollte. Im Falklandkrieg bewies die Invincible 1982 jedoch, dass sie auch als Flugzeugträger von Nutzen sein konnte, so dass die Pläne für den Verkauf wieder aufgegeben wurden. Erst von diesem Zeitpunkt an gewannen die drei Schiffe in ihrer Rolle als Flugzeugträger an Bedeutung und lösten die alten Träger der Audacious- und Centaur-Klasse ab, die noch aus den 1950er-Jahren stammten und von denen 1980 nur noch zwei Einheiten in Dienst standen. Waren in den ersten Jahren generell nur vier bis sechs Harrier an Bord gewesen, wurden von nun an bis zu 16 Kampfflugzeuge mitgeführt.
Das neue Konzept der Invincible-Klasse nahmen sich auch kleinere Marinen zum Vorbild, die sich den Betrieb eines größeren Flugzeugträgers nicht leisten konnten. Mit Schiffen dieser Art war es auch ihnen erstmals möglich, Kampfflugzeuge von See aus einzusetzen, was für sie einen großen Fortschritt bedeutete. So entwarf Spanien Ende der 1970er-Jahre beispielsweise die Príncipe de Asturias und Italien die Giuseppe Garibaldi, die beide noch kleiner waren als die Invincible-Klasse.

### Weitere Dienstzeit und Verbleib

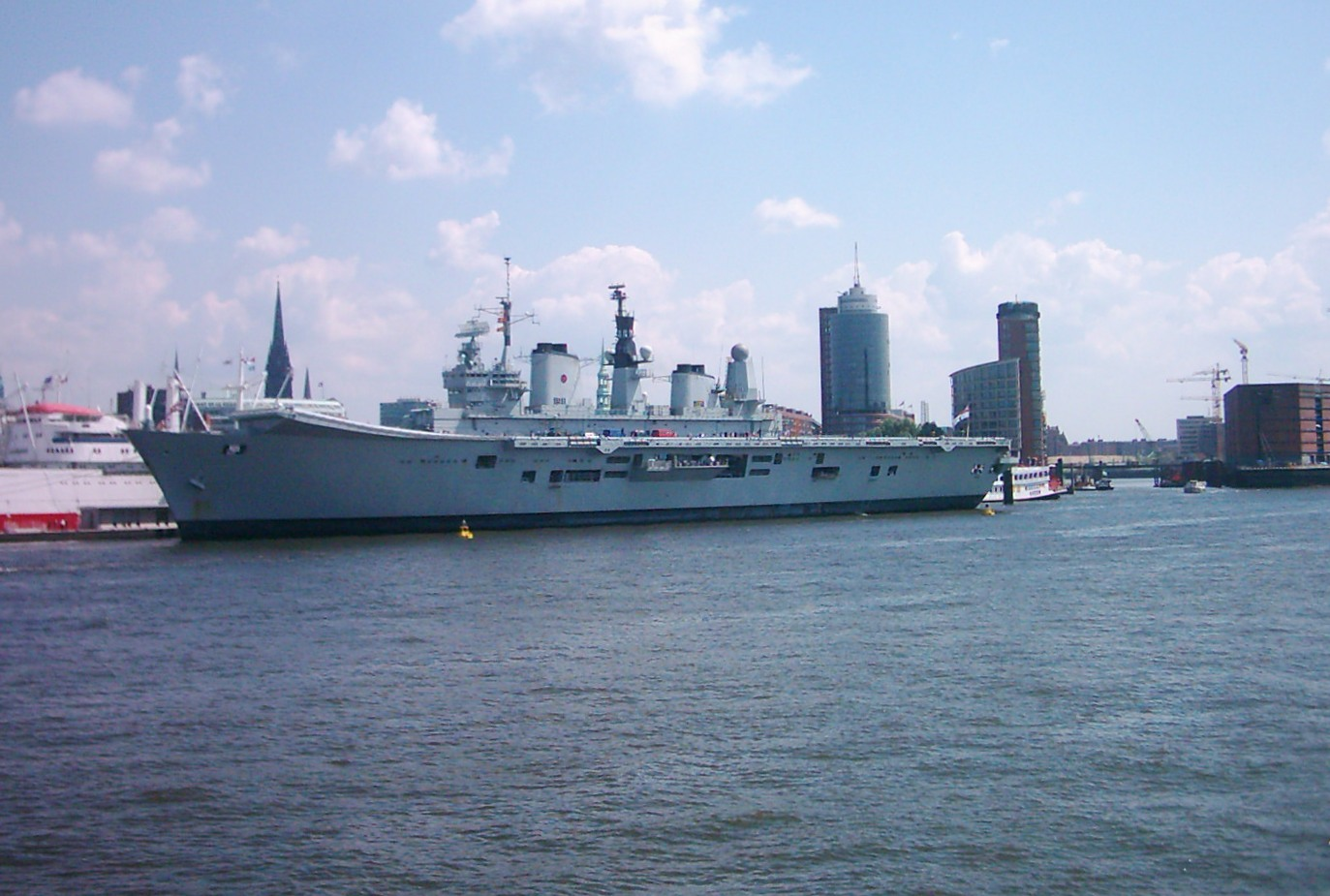
Die Ark Royal 2007 in Hamburg

1991 wurde die Invincible im Zweiten Golfkrieg eingesetzt. Im Verlauf der 1990er-Jahre kamen die Einheiten vorwiegend im Mittelmeer zum Einsatz, wo sie unter anderem die Durchsetzung der Flugverbotszone über Bosnien in der Operation Deny Flight unterstützten. Nach 2000 dienten die Einheiten schließlich auch im Afghanistan- und Irakkrieg. Multinationale Verbände unter Beteiligung eines Trägers der Invincible-Klasse waren keine Seltenheit. 2007 war die Royal Navy gezwungen, vorübergehend Harrier anderer Streitkräfte, darunter der USA, zu Trainingszwecken auf der Illustrious einzusetzen. Nach einer Reduzierung der eigenen Flotte und der Ausweitung des Einsatzes der Harrier in Afghanistan standen nicht mehr genug Maschinen für die Flugzeugträger zur Verfügung.
Die Invincible, erste Einheit der Klasse, wurde bereits 2005 aus dem aktiven Dienst genommen, der Reserve zugeteilt und am 10. September 2010 von der Schiffsliste gestrichen. Am 28. wurde sie zum Verkauf an ein Verwertungsunternehmen freigegeben, wobei ein Erlös von rund 2 Millionen Pfund erwartet wurde. Die Ark Royal war noch bis zum 11. März 2011 in Dienst, nachdem bereits Ende November 2010 zum letzten Mal ein Harrier der RAF auf einem Schiff der Royal Navy gelandet war. Zudem wurde die Illustrious 2014 außer Dienst gestellt; die Ocean blieb noch bis zur Indienststellung der Queen Elizabeth als Helikopterträger in Dienst. Das Schiff wurde Ende März 2018 außer Dienst gestellt und bereits im Februar 2018 für 84 Millionen Pfund an Brasilien verkauft. Die Marinha do Brasil stellte das Schiff unter dem Namen Atlantico (A140) Ende Juni 2018 noch in England als Ersatz der São Paulo in Dienst. Ihr Heimathafen ist Rio de Janeiro.
Anfang 2014 kam es auf dem letzten verbliebenen Schiff der Klasse, der Illustrious zu einem Brand. Daraufhin reisten Experten nach Aliaga, um dem Schrotthändler die benötigten Ersatzteile aus dem zur Zeit dort zu verschrottenden Schiff Ark Royal abzukaufen.

## Technik

### Rumpf
Die Schiffe der Invincible-Klasse waren rund 210 Meter lang, 36 Meter breit und verdrängten bei ihrer Indienststellung 20.300 ts. Als Träger für Senkrechtstart und -landung besaßen sie ein gerades Flugdeck. Am Bug befanden sich eine ski jump genannt Sprungschanze, welche die Flugzeuge beim Start in die Luft katapultierte. Ursprünglich war dieses System nicht vorgesehen, wurde aber nach ersten Tests nachgerüstet, da die mitführbare Treibstoff- und Waffenmenge der Flugzeuge dadurch erhöht werden konnte. Die auf den ersten beiden Einheiten nach dem Bau vorhandene Rampe mit einer Neigung von 7° wurde später auf die 12°-Rampe der Ark Royal nachgerüstet, dabei wurde auch die Startbahn um rund zwölf Meter verlängert, was die Verdrängung auf rund 22.000 ts erhöhte. Unter dem Flugdeck befand sich ein Hangardeck, in dem die Flugzeuge gelagert und gewartet wurden.
Sämtliche Lebens- und Aufenthaltsräume für die Besatzung befanden sich noch unter dem Hangardeck. Die Besatzung bestand aus rund 1.100 Personen, davon 725 Mann für das Schiff und 365 für Bedienung und Wartung der Flugzeuge. Zusätzlich existierte genug Raum, um bis zu 500 Royal Marines aufzunehmen. Über dem Flugdeck befand sich lediglich noch die „Insel“, in der sich die Kommandobrücke und andere Räume für die Kontrolle über Schiff und Luftfahrzeuge untergebracht waren.

### Antrieb
Die Träger wurden von vier Gasturbinen vom Typ Rolls-Royce Olympus TM3B angetrieben, die auf zwei Wellen wirkten. Nach dem Prinzip des COGAG-Antrieb (combined gas and gas) konnte dabei nur jeweils eine der Gasturbinen pro Welle eingesetzt werden; erst wenn mehr Leistung benötigt wurde, kam auch die zweite Turbine hinzu. Die Höchstgeschwindigkeit der Einheiten lag bei rund 30 Knoten, sie schafften bei einer Marschgeschwindigkeit von knapp unter 20 Knoten eine Reichweite von rund 7.000 Seemeilen (13.000 Kilometer).
Die zwei Schornsteine, die je zwei Turbinen dienten, befanden sich über dem Flugdeck und begrenzten daher in der Mitte des Schiffs die Ausdehnung des Hangardecks durch die nötigen Ableitungen.

### Bewaffnung

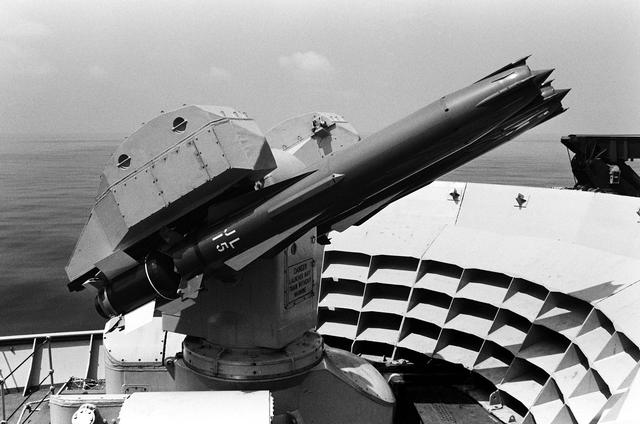
Sea Dart auf der Invincible

Alle drei Träger besaßen zur Nahbereichsverteidigung drei Close-in-Weapon-Systems (CIWS). Auf der Ark Royal wurden amerikanische Phalanx CIWS verbaut, auf Invincible und Illustrious stattdessen das vom niederländischen Konzern Thales Naval Nederland gefertigte System Goalkeeper. Außerdem existierten auf jedem Schiff zwei 20-Millimeter-Geschütze GAM-B01 von Oerlikon-Contraves.
Ab 1998 wurden die Flugabwehrraketen vom Typ Sea Dart entfernt, die sich am Bug neben der Sprungschanze befanden. Diese Maßnahme vergrößerte den unter Deck verfügbaren Stauraum unter anderem für Flugzeugbewaffnung und schaffte Platz für eine Vergrößerung des Flugdecks.

### Elektronik
Die Träger besaßen auf der Insel eigene Radaranlagen. Dies waren ein Luftsuchradar Type 1022, ein Oberflächensuchradar Type 996 oder Type 992 (auf Ark Royal) sowie ein Navigationsradar Type 1006 oder Type 1007 (auf Illustrious). Zusammen mit den Sea Darts wurde auch das dafür verwendete Zielsuchradar Type 909 entfernt.
Zur Radarstörung und Ablenkung von anfliegenden Seezielflugkörpern besaß jedes Schiff einen Type-675(2)-Radarstörer und DLJ-Düppelwerfer.
Zur Suche nach Unterwasserzielen existierte im Bug ein aktiv und passiv arbeitendes Sonarsystem Type 2016.

### Fluggeräte

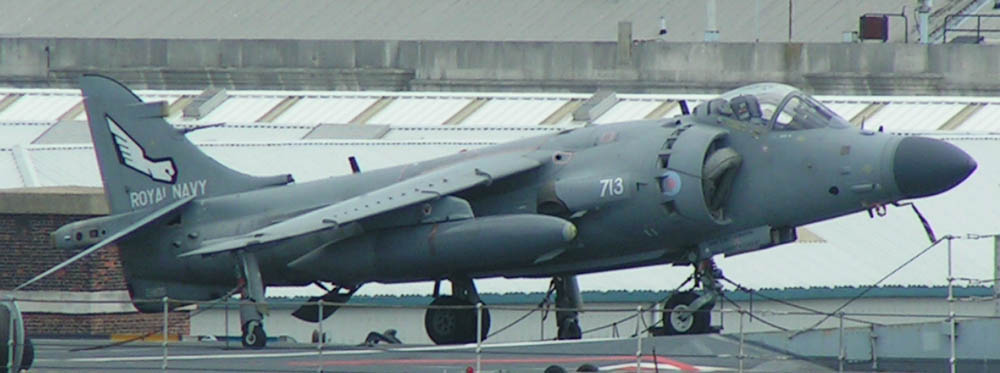
Ein Sea Harrier auf dem Deck der Invincible

Auf jeder Fahrt befanden sich bis zu 24 Fluggeräte auf den Trägern der Invincible-Klasse. Möglich waren dabei bis zu 16 Flugzeuge vom Typ Harrier. Während zu Beginn der Typ Sea Harrier im Einsatz war, der bis 2006 außer Dienst gestellt wurde, wurden später auch BAE Harrier II (Versionen GR7 und GR9) eingeschifft.
Zusätzlich befanden sich auch Helikopter an Bord. Der Westland WS-61 Sea King wurde als Multi-Mission-Helikopter eingesetzt, unter anderem zum Transport, Luftüberwachung und Frühwarnung sowie Combat Search and Rescue. Der AgustaWestland HM.1 Merlin wurde zur trägergestützten U-Jagd verwendet.
Die Anzahl der einzelnen Typen war variabel, im Rahmen der Tailored Air Groups wurde die Anzahl der jeweiligen Typen je nach Aufgabenprofil der Mission zusammengestellt.

## Einsatzprofil

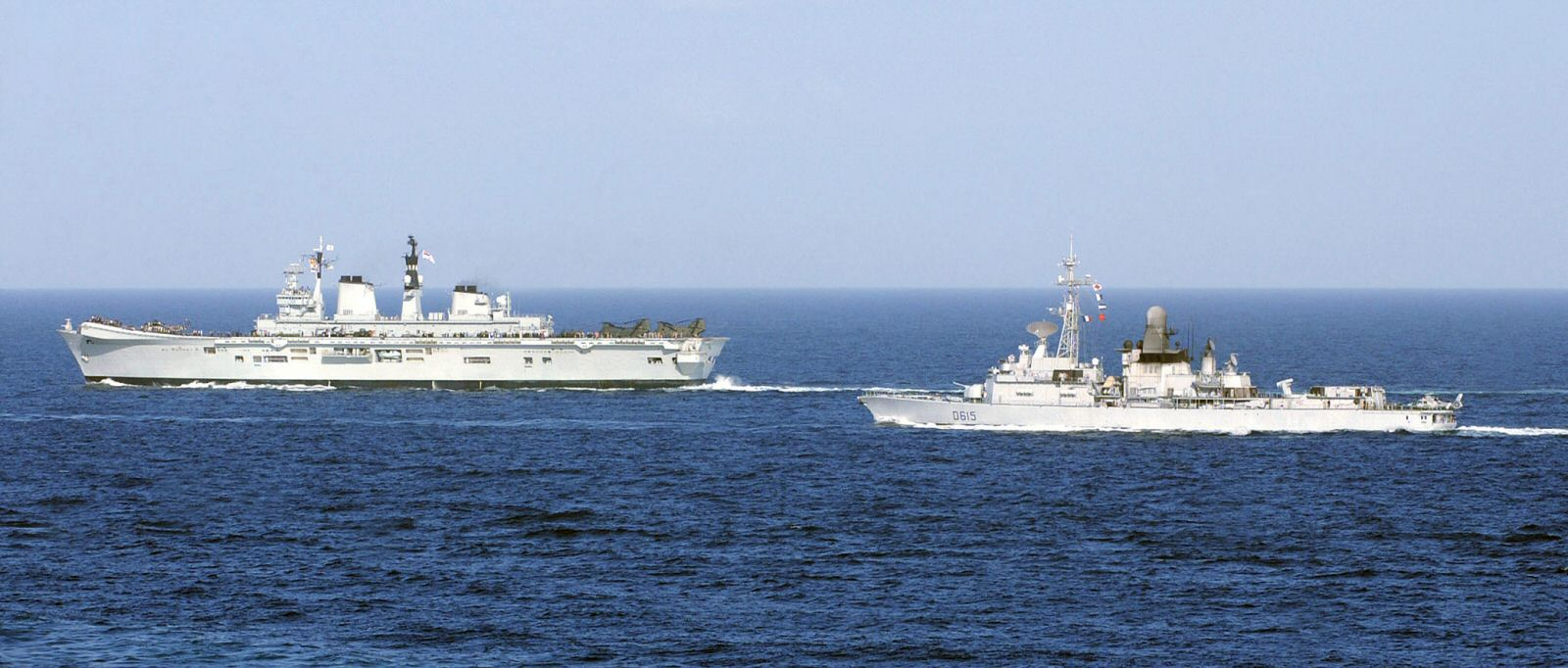
Die Illustrious mit der französischen Jean Bart

Die Träger der Klasse waren, wie die meisten modernen Flugzeugträger, seit der Entfernung der Sea Dart ohne weitreichende Defensivbewaffnung, weshalb sie immer innerhalb einer Flugzeugträgerkampfgruppe operierten, die zu jeder Zeit sowohl Luftverteidigung als auch Schutz gegen Oberflächen- und Unterwasserziele bietet. Dieser Schutz besteht aus U-Booten und Lenkwaffenfregatten oder -zerstörern sowie Trossschiffen zur Versorgung der Gruppe mit Treibstoff.

## Schiffsliste
| Kennung | Name        | Werft                              | Stapellauf       | Indienststellung | Außerdienststellung | Verbleib                        |
| ------- | ----------- | ---------------------------------- | ---------------- | ---------------- | ------------------- | ------------------------------- |
| R05     | Invincible  | Vickers, Barrow-in-Furness         | 3. Mai 1977      | 11. Juli 1980    | 3. August 2005      | 2011 in der Türkei verschrottet |
| R06     | Illustrious | Swan Hunter Shipbuilders, Wallsend | 1. Dezember 1978 | 20. Juni 1982    | 28. August 2014     | 2016 in der Türkei verschrottet |
| R07     | Ark Royal   | Swan Hunter Shipbuilders, Wallsend | 2. Juni 1981     | 1. November 1985 | 11. März 2011       | 2013 in der Türkei verschrottet |